# Spišské Vlachy
Spišské Vlachy (in ungherese Szepesolaszi, in tedesco Wlachi, Wlachy o Wallendorf, in latino Villa Latina) è una città della Slovacchia facente parte del distretto di Spišská Nová Ves, nella regione di Košice.